# Memphis Grizzlies 2005-2006
La stagione 2005-06 dei Memphis Grizzlies fu l'11ª nella NBA per la franchigia.
I Memphis Grizzlies arrivarono terzi nella Southwest Division della Western Conference con un record di 49-33. Nei play-off persero al primo turno con i Dallas Mavericks (4-0).

## Roster
| N° | Naz.                   | Ruolo | Sportivo         | Anno | Alt. | Peso |
| -- | ---------------------- | ----- | ---------------- | ---- | ---- | ---- |
| 1  | Stati Uniti (bandiera) | G     | Antonio Burks    | 1980 | 185  | 91   |
| 3  | Stati Uniti (bandiera) | G     | Anthony Roberson | 1983 | 188  | 82   |
| 6  | Stati Uniti (bandiera) | GA    | Eddie Jones      | 1971 | 198  | 84   |
| 12 | Grecia (bandiera)      | C     | Jake Tsakalidīs  | 1979 | 218  | 129  |
| 16 | Spagna (bandiera)      | AC    | Pau Gasol        | 1980 | 213  | 103  |
| 20 | Stati Uniti (bandiera) | G     | Damon Stoudamire | 1973 | 178  | 78   |
| 21 | Stati Uniti (bandiera) | A     | Hakim Warrick    | 1982 | 206  | 99   |
| 24 | Stati Uniti (bandiera) | G     | Bobby Jackson    | 1973 | 185  | 84   |
| 25 | Stati Uniti (bandiera) | A     | John Thomas      | 1975 | 206  | 120  |
| 30 | Stati Uniti (bandiera) | G     | Dahntay Jones    | 1980 | 198  | 95   |
| 31 | Stati Uniti (bandiera) | A     | Shane Battier    | 1978 | 203  | 100  |
| 32 | Stati Uniti (bandiera) | G     | Chucky Atkins    | 1974 | 180  | 73   |
| 33 | Stati Uniti (bandiera) | A     | Mike Miller      | 1980 | 203  | 99   |
| 35 | Stati Uniti (bandiera) | A     | Brian Cardinal   | 1977 | 203  | 111  |
| 42 | Stati Uniti (bandiera) | AC    | Lorenzen Wright  | 1975 | 211  | 102  |
| 44 | Stati Uniti (bandiera) | A     | Lawrence Roberts | 1982 | 206  | 109  |

## Staff tecnico
- Allenatore: Mike Fratello
- Vice-allenatori: J.J. Anderson, Lionel Hollins, Eric Musselman